# Ado (Nigeria)
Ado è una delle aree a governo locale (local government areas) in cui è suddiviso lo Stato di Benue, nella Repubblica Federale della Nigeria.
Conta una popolazione di 178.882 abitanti.